# Scutiger mammatus
Scutiger mammatus är en groddjursart som först beskrevs av Günther 1896.  Scutiger mammatus ingår i släktet Scutiger och familjen Megophryidae. IUCN kategoriserar arten globalt som livskraftig. Inga underarter finns listade i Catalogue of Life.